# Субботний вечер (фильм)
«Субботний вечер» (груз. შაბათ საღამო) — советский короткометражный фильм, Грузия-фильм, 1975 год, комедия. Вторая новелла из цикла короткометражных телефильмов Резо Габриадзе о весёлых приключениях троих друзей — дорожных мастеров (смотри «Пари»).
Выпускался на VHS изданием «Мастер Тэйп» в серии «Короткометражных фильмов Резо Габриадзе».

## Сюжет
Абессалом и Гигла поругались с Бесо и после продолжительной пробежки по горам попытались удрать от него на стареньком «Запорожце». Но Бесо не дал им уехать: он поднял лёгкий автомобиль за задний бампер и удерживал его на весу больше суток. На следующий день Абессалом и Гигла сажают в машину проходящую мимо дряхлую старушку, собирающуюся на базар, и Бесо, не выдержав тяжести, вынужден опустить «Запорожец» на землю. Тем не менее, он быстро настигает машину, застрявшую со всеми тремя пассажирами в грязи. После того, как Гигла признаётся, что именно он обозвал Бесо, друзья мирятся и пытаются втроём вытащить из грязи увязший «Запорожец» со старушкой за рулём. Но, как только машина освобождена из трясины, то она сама заводится, и находящаяся в ней старушка случайно уезжает от Абессалома, Бесо и Гиглы прочь, а троице приходится гнаться уже за ней.

## В ролях
| Актёр            | Роль             |
| ---------------- | ---------------- |
| Кахи Кавсадзе    | Бесо (Виссарион) |
| Баадур Цуладзе   | Гигла            |
| Гиви Берикашвили | Абессалом        |
| Мери Давиташливи |                  |